# Cerdeira (Arganil)
Cerdeira é uma povoação portuguesa do Município de Arganil que foi sede da extinta Freguesia de Cerdeira, freguesia que tinha 5,5 km² de área e 324 habitantes (2011), e, por isso, uma densidade populacional de 58,9 hab./km².
A Freguesia de Cerdeira foi extinta em 2013, no âmbito de uma reforma administrativa nacional, tendo sido agregada à freguesia de Moura da Serra, para formar uma nova freguesia denominada União das Freguesias de Cerdeira e Moura da Serra da qual é sede.

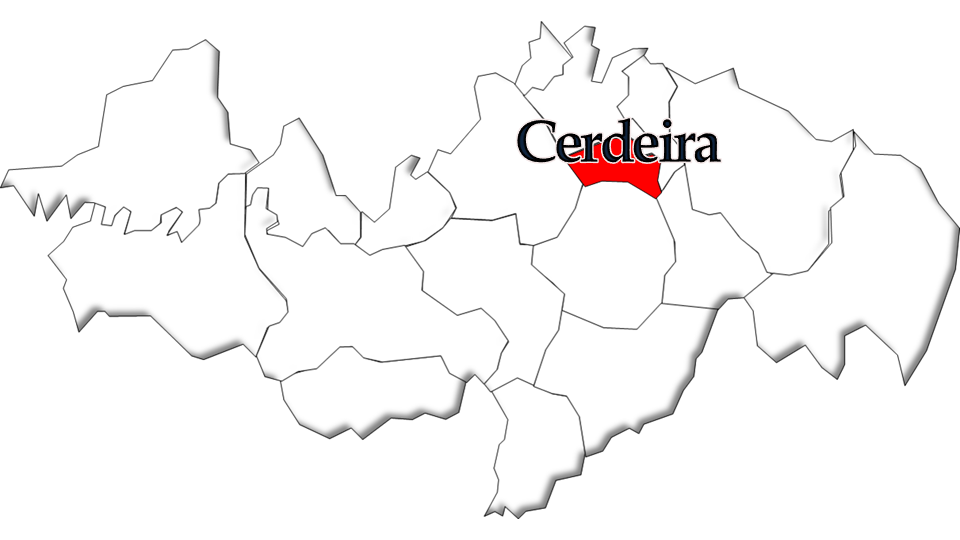
Localização no Município de Arganil

## População
| População da freguesia de Cerdeira | População da freguesia de Cerdeira | População da freguesia de Cerdeira | População da freguesia de Cerdeira | População da freguesia de Cerdeira | População da freguesia de Cerdeira | População da freguesia de Cerdeira | População da freguesia de Cerdeira | População da freguesia de Cerdeira | População da freguesia de Cerdeira | População da freguesia de Cerdeira | População da freguesia de Cerdeira | População da freguesia de Cerdeira | População da freguesia de Cerdeira | População da freguesia de Cerdeira |
| ---------------------------------- | ---------------------------------- | ---------------------------------- | ---------------------------------- | ---------------------------------- | ---------------------------------- | ---------------------------------- | ---------------------------------- | ---------------------------------- | ---------------------------------- | ---------------------------------- | ---------------------------------- | ---------------------------------- | ---------------------------------- | ---------------------------------- |
| 1864                               | 1878                               | 1890                               | 1900                               | 1911                               | 1920                               | 1930                               | 1940                               | 1950                               | 1960                               | 1970                               | 1981                               | 1991                               | 2001                               | 2011                               |
| 535                                | 528                                | 604                                | 562                                | 619                                | 603                                | 483                                | 648                                | 581                                | 535                                | 403                                | 434                                | 386                                | 330                                | 324                                |

| Distribuição da População por Grupos Etários em 2001 e 2011 | Distribuição da População por Grupos Etários em 2001 e 2011 | Distribuição da População por Grupos Etários em 2001 e 2011 | Distribuição da População por Grupos Etários em 2001 e 2011 | Distribuição da População por Grupos Etários em 2001 e 2011 | Distribuição da População por Grupos Etários em 2001 e 2011 | Distribuição da População por Grupos Etários em 2001 e 2011 | Distribuição da População por Grupos Etários em 2001 e 2011 | Distribuição da População por Grupos Etários em 2001 e 2011 | Distribuição da População por Grupos Etários em 2001 e 2011 |
| ----------------------------------------------------------- | ----------------------------------------------------------- | ----------------------------------------------------------- | ----------------------------------------------------------- | ----------------------------------------------------------- | ----------------------------------------------------------- | ----------------------------------------------------------- | ----------------------------------------------------------- | ----------------------------------------------------------- | ----------------------------------------------------------- |
| Idade                                                       | 0-14                                                        | 15-24                                                       | 25-64                                                       | > 65                                                        |                                                             | 0-14                                                        | 15-24                                                       | 25-64                                                       | > 65                                                        |
| 2001                                                        | 41                                                          | 41                                                          | 161                                                         | 87                                                          |                                                             | 12,4%                                                       | 12,4%                                                       | 48,8%                                                       | 26,4%                                                       |
| 2011                                                        | 31                                                          | 21                                                          | 153                                                         | 119                                                         |                                                             | 9,6%                                                        | 6,5%                                                        | 47,2%                                                       | 36,7%                                                       |

## Património
- Capela de Santo Amaro
- Casa antiga (na praça)
- Casa da baronessa de Argamassa
- Pico da Chama

## Festividades
- Festa Nossa Senhora da Boa Viagem em Agosto